# فصة سوداء
الفصة السوداء أو الفصة الصغيرة (باللاتينية: Medicago lupulina) نبات يتبع جنس الفصة من الفصيلة البقولية.

## الموئل والانتشار
ينتشر في الشام ومصر والمغرب العربي وتركيا والقوقاز وكل مناطق حوض البحر الأبيض المتوسط وأوروبا من اليونان والبلقان إلى إسبانيا والبرتغال وشمالاً من إيرلندا وبريطانيا إلى فنلندا وروسيا.

## الوصف النباتي
كبقية أنواع الفصة ، تتكون ورقة الفصة السوداء من ثلاث وريقات. يكون تمو نبات الفصة السوداء منتشرًا أو زاحفًا، و إذا لم يحش يمكن أن يصل ارتفاعه إلى 60 سم.
نمو النورات غير محدود. الأزهار صفراء. لون الثمار أخضر يتحول إلى الأسود عند النضج ، و هذا ما أكسبها اسمها.
يختلف طول دورة حياة النبات حسب الظروف البيئية، فيمكن أن يكون حولياً أو ثنائي الحول أو معمراً.

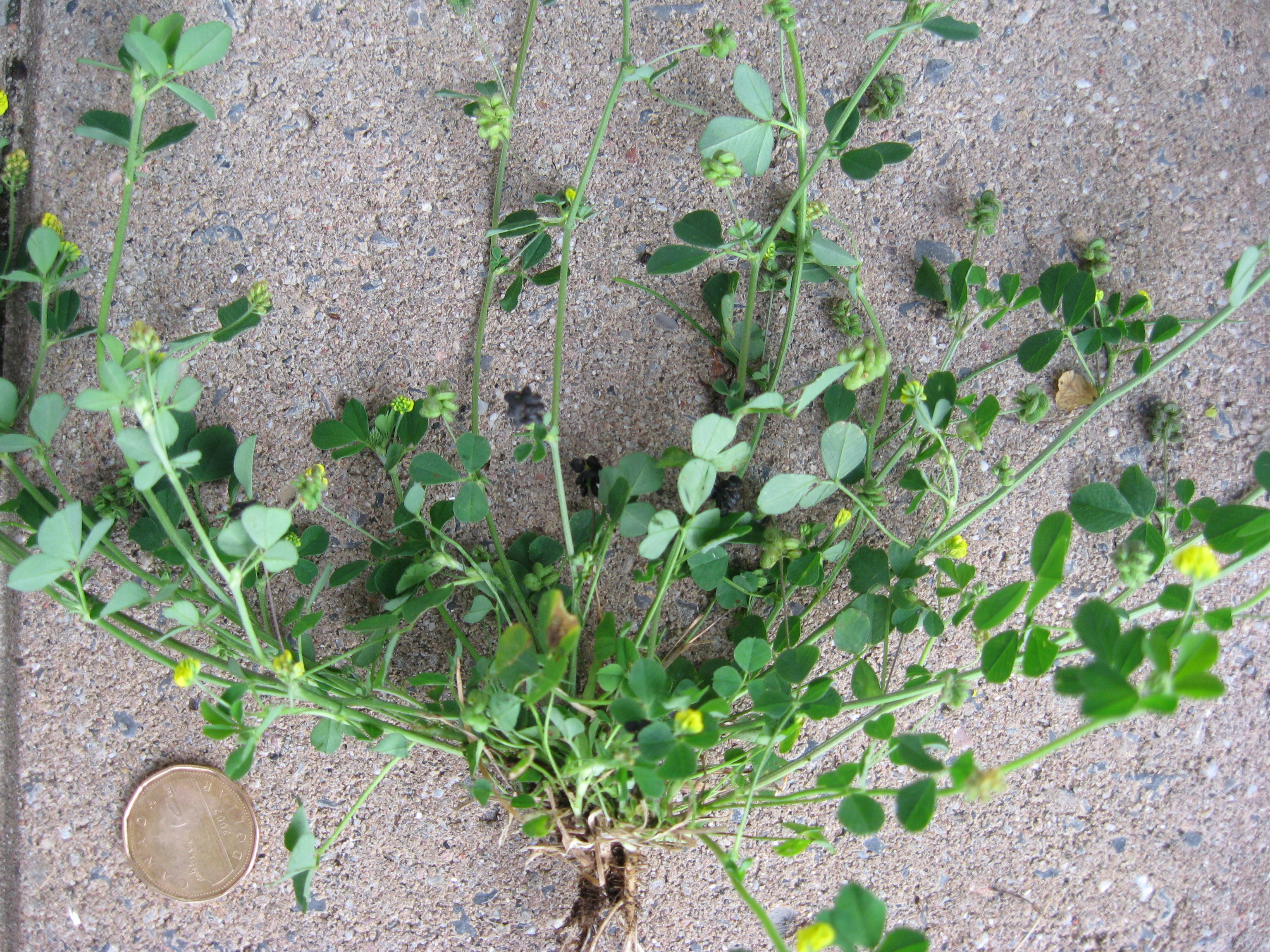
نبات فصة سوداء اجتث من جذوره. لاحظ لون الثمار المتحول من أخضر إلى أسود عند النضج